# Llista de reis de Tir
Aquesta és una llista dels reis de Tir, una antiga ciutat fenícia, a l'actual Líban.
La llista tradicional de 12 reis, que van regnar entre els anys 990 aC i el 785 aC, procedeix d'un llibre perdut d'història escrit per Menandre d'Efes que recull Flavi Josep a Contra Apió. Flavi Josep afirma que Menandre havia extret la seva llista de les mateixes cròniques de Tir. La mateixa obra de Flavi Josep dona una llista de 9 reis i jutges que van regnar entre els anys 591 aC i 532 aC.

## Antics reis de Tir segons la mitologia grega
- Agènor (fill de Posidó) cap a l'any 1500 aC
- Fènix, fill d'Agènor

## Reis de Tir, 990 aC - 532 aC
Les dates que s'han establert per fixar l'època de regnat de cada sobirà es basen en diverses fonts. Per una part la Bíblia, on es diu que Hiram I va participar en la construcció del temple de Salomó a partir del 967 aC, una font assíria, el tribut de Baal-Eser II a Salmanassar III rei d'Assíria el 841 aC, i l'historiador romà Troge Pompeu que va establir la fundació de Cartago per Dido, la germana de Pigmalió, durant el setè any del regnat d'aquest Pigmalió, o sigui l'any 825 aC, 75 anys abans de la fundació de Roma.
- Abibaal 990 aC - 978 aC
- Hiram I 978 aC - 944 aC
- Baal-Eser I 944 aC - 927 aC
- Abdastartos 927 aC - 918 aC
- Astartos 918 aC - 906 aC
- Deleastartos 906 aC - 889 aC
- Astarimos 888 aC - 880 aC
- Fel·les 879 aC
- Etbaal I (Itobaal I) 878 aC - 847 aC
- Baal-Eser II 846 aC - 841 aC
- Mattan I 840 aC - 832 aC
- Pigmalió 831 aC - 785 aC

### Sota control d'Assíria durant els segles VIII aC i VII aC
L'Imperi Neoassiri va controlar aquella zona i va governar a través de delegats que es mencionen als registres assiris
- Etbaal II 750 aC - 739 aC
- Hiram II 739 aC - 730 aC
- Mattan II 730 aC - 729 aC
- Elulaios 729 aC - 694 aC
- Abd Melqart 694 aC - 680 aC
- Baal I 680 aC - 660 aC

### Període post-assiri
Tir va reconquerir la seva independència després de la caiguda de l'Imperi Assiri. Egipte va controlar Tir una part d'aquest període, i finalment va caure sota el domini de l'Imperi Neobabilònic
- Desconeguts, fins al 592 aC
- Etbaal III 591 aC - 573 aC

### Sota control babiloni 573 aC - 539 aC
- Baal II 573 aC - 564 aC
- Yakinbaal 564 aC

### Sota control dels sufets
A la dècada del 560 aC es va enderrocar la monarquia i es va establir un govern oligàrquic, encapçalat per "jutges" o "Sufets". La monarquia es va restaurar amb l'ascens d'Hiram III al tron.
- Chelbes 564 aC - 563 aC
- Abbar 563 aC - 562 aC
- Mattan III i Ger Ashthari 562 aC - 556 aC
- Baal-Eser III 556 aC - 555 aC
- Mahar-Baal 555 aC - 551 aC
- Hiram III 551 aC - 532 aC

### Sota control persa 539 aC - 411 aC
- Mattan
- Boulomenus
- Abdemon c.420 aC - 411 aC

### Sota control de Salamina de Xipre 411 aC - 374 aC
- Evàgores I, rei de Salamina de Xipre

### Sota control persa 374 aC - 332 aC
- Eugoras
- Azimilik Strato circa 340 aC - 332 aC - rei durant el setge d'Alexandre el Gran"

### Sota control macedoni
- Abdalonymus 332 aC - ?